# Grand Port
Grand Port is een district in het zuidoosten van Mauritius. Het district meet 259 vierkante kilometer en telde in 2000 een kleine 107.000 inwoners. De belangrijkste stad en hoofdstad van het district is Mahébourg, de vroegere hoofdstad van Mauritius. Grand Port bezit ook de enige luchthaven van het land, de Sir Seewoosagur Ramgoolam International Airport.

## Grenzen
Grand Port ligt aan de kust van Mauritius:
- Tegen de Indische Oceaan in het oosten en het zuidoosten.

Het district heeft ook vier grenzen met de overige districten van het eiland:
- Flacq in het noordoosten.
- Moka in het noordwesten.
- Plaines Wilhelms in het westen.
- Savanne in het zuidwesten.